# Cremastus orbus
Cremastus orbus là một loài tò vò trong họ Ichneumonidae.